# Llac Khanka
El llac Khanka o Xingkai (rus: о́зеро Ха́нка, ózero Khanka; (xinès): 興凱湖, xinès simplificat: 兴凯湖, pinyin: Xīngkǎi Hú) és un gran llac asiàtic d'aigua dolça localitzat a la frontera entre la província xinesa de Heilongjiang i el krai de Primorie de Rússia. L'aigua del llac és tan neta i el cel d'aquesta regió tan blava, que aquest llac és conegut com «la maragda del Nord».

## Geografia

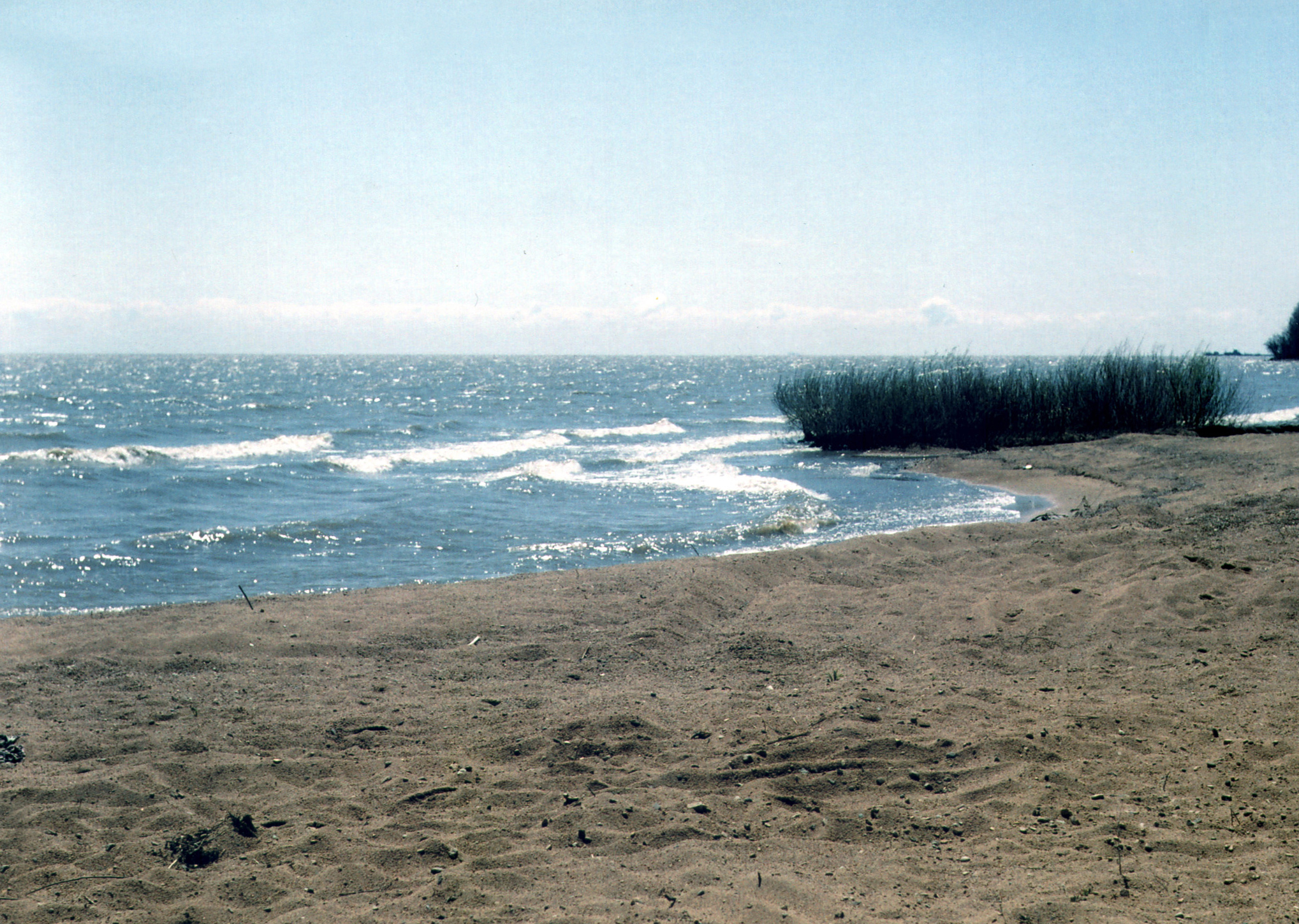
Platja del llac.

El llac té una superfície de 4.190 km², dels quals 3.030 km² pertanyen a Rússia. Les ribes del llac són pantanoses excepte en el nord-oest. La conca hidrogràfica del llac té una superfície de 16.890 km² (el 97% a Rússia). El llac s'abasteix gràcies a 23 rius (8 en la riba xinesa i 15 en la russa) però l'únic desguàs del llac és el riu Songacha, que forma frontera entre Xina i Rússia, i té una longitud de 180-210 km (té un curs amb molts meandres, sent difícil estimar la seva longitud). El llac forma part de la conca del riu Ussuri, que, al seu torn, pertany a la gran conca del riu Amur. La seva profunditat mitjana és de 4,5 m (amb un màxim de 10,6 m), el seu volum és de 18,3 km³ i està situat a una altitud de 69 m. El llac s'estén 90 km en direcció NS i 60 km EO.
La temperatura màxima anual és de 21,2 °C i la mínima de -19.2 °C. Les precipitacions es donen principalment a l'estiu, arribant als 750 mm anuals.
El llac acull 60 espècies de peixos i més de 450 espècies de plantes precioses, sent el pi del llac Xingkai una espècie única al món. La reserva russa de Khankaiski és una reserva de la biosfera des de 2005 i des de 2007 la reserva xinesa del llac Xingkai. El Anser erythropus (una espècie d'oca) és una de les espècies més destacades que habiten en el llac.
Una part de la regió russa (310.000 hectàrees) va ser declarada l'11 d'octubre de 1976 com «water and wetlands areas of international significance» (àrea aquàtica i d'aiguamolls de rellevància internacional) segons el Conveni de Ramsar (nº. ref. Ramsar 112).

## Història
El llac Khanka es va formar després de l'erupció d'un volcà, fa 6.800 anys. Durant el Neolític, es va desenvolupar als voltants del llac el poble balhae. Els avantpassats dels nuzhen i els manxús vivien en les seves ribes. En idioma manxú «Xingkai» significa «l'aigua que passa de dalt a baix».